# Swinford-Gletscher
Der Swinford-Gletscher ist ein rund 10 km langer Gletscher in der antarktischen Ross Dependency. In der Königin-Alexandra-Kette fließt er zwischen dem Mount Holloway und den Marshall Mountains zum Beardmore-Gletscher. 
Die Südgruppe der Nimrod-Expedition (1907–1909) unter der Leitung des britischen Polarforschers Ernest Shackleton entdeckte ihn. Benannt ist er nach Shackletons älterem von zwei Söhnen, Raymond Swinford Shackleton (1905–1960).